# Zabiele-Kolonia
Zabiele-Kolonia (prononciation : [zaˈbjɛlɛ kɔˈlɔɲa]) est un village polonais de la gmina de Niedźwiada dans le powiat de Lubartów de la voïvodie de Lublin dans l'est de la Pologne.
Il se situe à environ 5 kilomètres à l'est de Niedźwiada (siège de la gmina), 14 kilomètres au nord-est de Lubartów (siège du powiat) et 36 kilomètres au nord de Lublin (capitale de la voïvodie).
Le village comptait approximativement une population de 186 habitants en 2006.

## Histoire
De 1975 à 1998, le village est attaché administrativement à l'ancienne Voïvodie de Lublin.

Depuis 1999, il fait partie de la nouvelle voïvodie de Lublin.